# Hernando Calvo Ospina

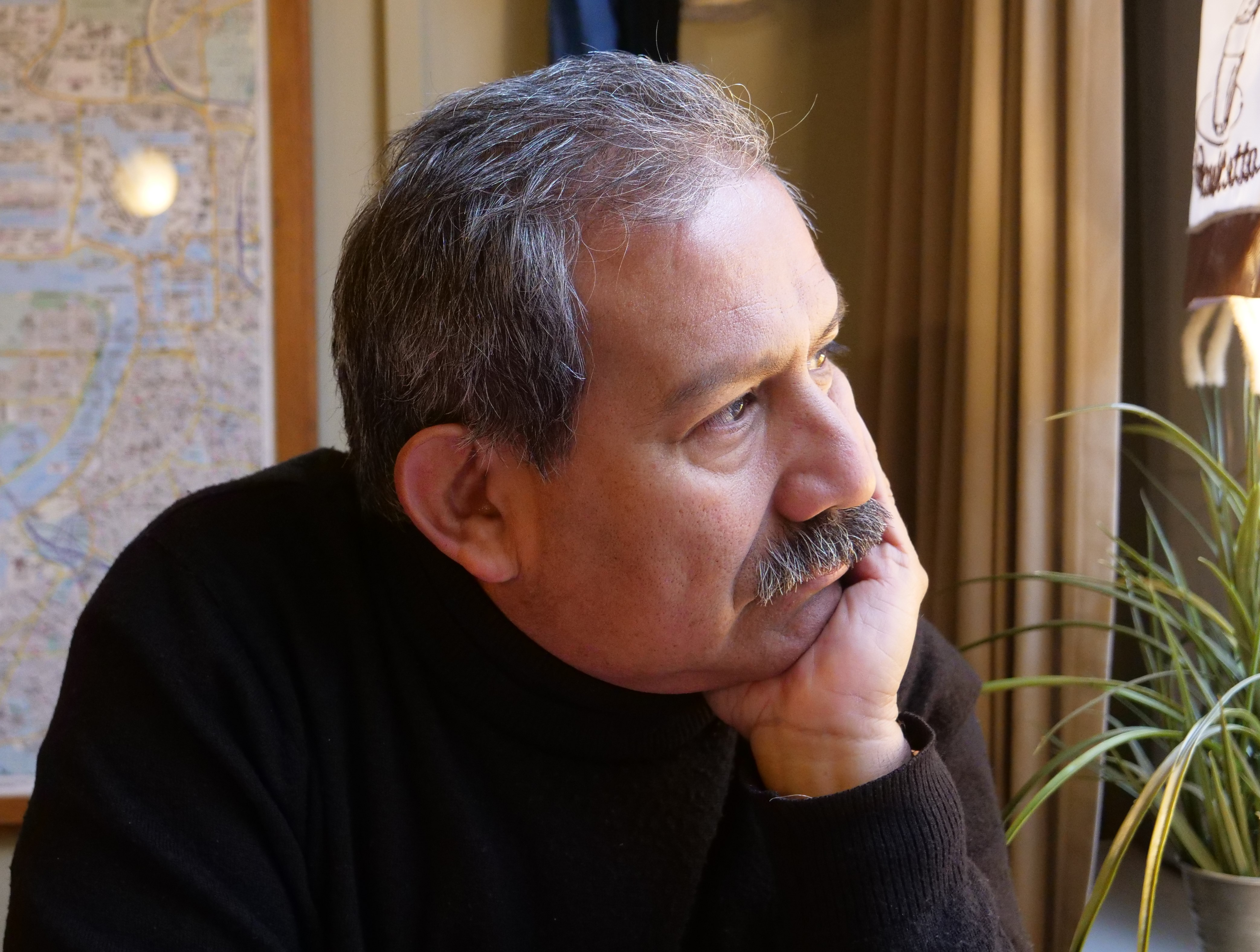
Hernando Calvo Ospina

Hernando Calvo Ospina (Cali, Colombia, 6 juni 1961) is een Colombiaanse journalist en schrijver en woont in Frankrijk.

## Biografie
Op 24 september 1985, toen hij journalistiek studeerde aan de Centrale Universiteit van Ecuador, in Quito, werd hij gearresteerd en vermist. Volgens zijn getuigenis later bij Amnesty International en andere internationale mensenrechtenorganisaties, bracht hij drie dagen door geblinddoekt en met de handen en de voeten geboeid. In die drie dagen mocht hij niet slapen en kreeg hij ook geen eten. Hij mocht nauwelijks een klein beetje water drinken. Van zijn gijzelnemers vernam hij dat hij was aangehouden in een gezamenlijke operatie van de Colombiaans-Ecuadoraanse inlichtingendienst. Calvo stond bekend als erg kritisch voor de Colombiaanse regering en uitte die kritiek in verschillende mediakanalen. Hij werd meegevoerd achter op de wagen, geboeid en geblinddoekt en zijn eerste gijzelnemers leverden hem over aan de Onderzoekspolitie. Vijf dagen lang werd hij brutaal gefolterd met slagen en elektrische schokken. Hij kreeg nauwelijks te eten, wat brood en restjes. Aangezien men geen bewijzen vond voor zijn betrokkenheid bij guerrillaorganisaties werd hij op vrijdag naar de Garcia Moreno gevangenis overgebracht, waar hij drie maanden doorbracht zonder een vorm van proces. Onder grote internationale druk zag de regering van president León Febres Cordero zich verplicht om hem vrij te laten, maar hij werd dan wel meteen op een vliegtuig gezet naar Lima, Peru, op 28 december 1985.
Na twee maanden in dit land, beschermd door het Hoog Commissariaat voor de Vluchtelingen (UNHCR), werd hij door de regering van president Alan García als "persona non grata" beschouwd en verplicht het land te verlaten. Onder bescherming van de Franse regering, kwam hij in Parijs aan op 15 maart van 1986.
Vooraleer hij zijn beroep als journalist weer opnam, en om te overleven, poetste hij de eerste vier jaar in Parijs kantoren om te overleven.
Hij was trainer en scheidsrechter van volleybal, een gepassioneerd danser en verzamelaar van salsamuziek.
Hij is auteur van diverse boeken, die in verschillende talen werden vertaald (zie bibliografie).
Als permanent medewerker van het Franse maandblad Le Monde diplomatique, heeft hij meegewerkt aan tv-documentaires voor de Britse BBC, de Frans-Duitse ARTE en de Duitse ARD.
Hij heeft deelgenomen aan conferenties met personaliteiten, zoal de Cubaanse leider Fidel Castro en president Hugo Chávez van Venezuela. Hij interviewde de Ecuadoraanse president Rafael Correa en andere gerenommeerde figuren zoals de Franse Danielle Mitterrand, de acteur Pierre Richard en de Frans-Spaanse journalist Ignacio Ramonet.
Voor zijn journalistiek werk interviewde hij ook de commandanten van de Colombiaanse FARC (Fuerzas Armadas Revolucionarias de Colombia), Raúl Reyes (†). Hij interviewde ook de guerrillaleiders van het Nationaal Bevrijdingsleger Manuel Pérez Martínez (†), de hoogste in leiding, en Milton Hernández.
Voor de uitwerking van zijn boek Don Pablo Escobar bracht hij verschillende dagen door met leden van het zogenaamde Kartel van Medellín. Bij de uitwerking van zijn boek Peru: de mogelijke wegen interviewde hij hooggeplaatste Peruaanse militairen, evenals leden van de kaders en sympathisanten van de organisatie van het Lichtend Pad.
In Miami en New York interviewde hij leiders van organisaties die ervan verdacht worden verantwoordelijk te zijn voor misdaden en terroristische aanslagen, allen van Cubaanse origine, zoals Orlando Bosch Avila, en José Basulto. Op basis van deze en andere interviews publiceerde hij Dissidenten of Huurlingen?.
In januari 2005 kreeg de film The Secret of the Bat: Bacardi Between Rum And Revolution de bronzen medaille op het filmfestival van New York. De film is gebaseerd op het boek van Calvo Ospina, Bacardí, de Verborgen Oorlog, waarin ook de auteur een rol speelt.
In 2005 was Calvo Ospina genomineerd voor de Premio Lorenzo Natali, de persprijs van de Europese Commissie, voor zijn artikel in Le Monde diplomatique ‘De geprivatiseerde oorlog in Colombia’, in december 2004.
Als onderzoeker en aanklager van het staatsterrorisme in Colombia, en van de agressieve politiek van de VS in Latijns-Amerika, ontdekte hij op 18 april 2009 dat hij op de “no fly list” van de Amerikaanse autoriteiten figureert. Het vliegtuig waarin ze reisden, ontving toen het verbod om over het luchtruim van de VS te vliegen “omwille van veiligheidsmaatregelen”. Het ging om een vlucht van Air France, vertrokken in Parijs en met Mexico als eindbestemming, zonder tussenlanding in de VS.
Op 6 mei 2012 moest Calvo Ospina vanuit Madrid naar Havana reizen met de Spaanse vliegtuigmaatschappij Air Europa. Voordat hij zijn instapkaart kreeg, begeleidde een verantwoordelijke van de maatschappij naar een man die zich voorstelde als een functionaris van de ambassade van de Verenigde Staten. Zonder omwegen, deelde die hem mee dat hij niet werd toegelaten op de vlucht omdat die 5 minuten lang door het luchtruim van zijn land zou vliegen en dat zijn naam op de No Fly List stond.
Op 8 september 2018 werd zijn instapkaart hem weer geweigerd, ditmaal op de Parijse luchthaven Orly, van waaruit hij naar Cuba zou vertrekken met de Franse maatschappij Corsair. De verantwoordelijke van de maatschappij gaf hem het telefoonnummer van het kantoor dat hem dit bevel had gegeven: aan de andere kant van de lijn antwoordde de Transportation Security Administration, TSA, in Washington.
Dit voorval met Calvo Ospina zette de Spaanse krant, El País, ertoe aan om uit te leggen waarom de Europese autoriteiten en vervoersmaatschappijen toelaten dat de Verenigde Staten van Amerika dit soort beslissingen kunnen nemen, ook al stappen de passagiers niet uit op hun grondgebied.
Op 22 september 2011 weigerde de Franse overheid hem de Franse nationaliteit. In de kennisgeving die door het Ministerie van Binnenlandse Zaken werd opgestuurd, staat dat deze beslissing genomen werd op grond van "zijn betrekkingen met de Cubaanse vertegenwoordiging in Parijs" en van "zijn sterke sympathieën voor de Castristische ideologie". Men verweet hem ook dat hij leden van de FARC had ontmoet "tijdens zijn beroepsbezigheden als journalist", en dat zijn naam voorkwam op "de Amerikaanse lijst van personen aan wie het verboden is om door het luchtruim van de Verenigde Staten te vliegen."
Van 1 tot 5 december 2004 nam hij deel aan de Encuentro Mundial de Intelectuales y Artistas En Defensa de la Humanidad (Wereldbijeenkomst van Intellectuelen en Artiesten ter Verdediging van de Mensheid) die plaatsvond in Caracas, Venezuela, en waar meer dan 400 vertegenwoordigers uit 52 landen en verschillende culturen aan deelnamen. Tijdens deze bijeenkomst werd aan het voorstel dat Mexicaanse en Cubaanse intellectuelen een jaar eerder hadden gelanceerd, concreet vorm gegeven. Sindsdien is hij een van de actieve leden van de Red de Intelectuales y Artistas En Defensa de la Humanidad (REDH).
Op 18 juni 2016 werd hij voorgedragen door de gemeenteraad van de Poder Popular van Guantánamo, Cuba, voor de uitreiking van de replica van La Fama, het symbool van de stad, en van het Herinneringszegel naar aanleiding van de première van zijn documentaire "Todo Guantánamo es Nuestro" ("Heel Guantánamo is van ons"). Het Instituto Cubano de Amistad con los Pueblos (ICAP - Cubaans Instituut voor de Vriendschap tussen de Volkeren), heeft hem eveneens een eerbetoon overhandigd dat hij ontving uit de handen van de vicevoorzitter van het instituut en Held van de Cubaanse Republiek, Fernando Gonzalez Llort. In beide gevallen ging het om een erkenning van zijn "activisme ter ondersteuning van Cuba en de waarheid aangaande het land". "Omdat hij heeft bijgedragen aan het verspreiden van de waarheid omtrent Cuba in de wereld, die zo vaak wordt verdraaid door de grote transnationale mediaconcerns".
Sinds 2018 is hij lid van de Société des gens de lettres (SGDL) , een Franse privévereniging die in april 1838 in Parijs werd opgericht.

## Politiek engagement
Zijn sympathie voor de Cubaanse Revolutie of de Bolivariaanse Revolutie in Venezuela steekt hij niet onder stoelen of banken, evenmin als voor de grondige veranderingen die Evo Morales in Bolivia probeert door te voeren. Hij benadrukt dat er dringend een onderhandelde politieke oplossing moet komen voor het interne conflict in Colombia.

## Documentaires
- The US Blockade against Cuba: https://www.youtube.com/watch?v=7nuQ2yCIXGY
- Todo Guantanamo es nuestro: https://www.youtube.com/watch?v=0cHaUu8223U&t=235s
- Venezuela, the shadow agenda: https://www.youtube.com/watch?v=acZjQ1t9MXg